# Miranda Lambert
Miranda Leigh Lambert (Longview, 1983. november 10. –) amerikai countryénekesnő, dalszerző, gitáros. A texasi Longview-ban született. Karrierje 2001-ben kezdődött, első, saját magáról elnevezett stúdióalbumát ugyanebben az évben adta ki. 2003-ban a Nashville Star című tehetségkutató harmadik helyén végzett. A Pistol Annies együttes tagja, Ashley Monroe-val és Angaleena Presley-vel együtt. 2019-ben a Chicago Tribune a valaha volt legjobb country-előadónak nevezte. 2022-ben a Time beválogatta a 100 legbefolyásosabb ember közé, 2024-ben pedig elnyerte a Country Icon-díjat a People's Choice Country Awards díjkiosztó gáláján.

## Élete
1983. november 10.-én született, Miranda Leigh Lambert néven, Rick és Bev Lambert gyermekeként. Lindale-ben nőtt fel. Nevét ük-nagymamájáról, Lucy Mirandáról kapta. Egy testvére van.
Szülei a Southern Methodist Universityn ismerték meg egymást. Apja korábban rendőr volt Dallasban, és egy Contraband nevű együttesben játszott a hetvenes években. Szülei később magánnyomozók lettek, és Paula Jones ügyvédei voltak a Clinton v. Jones ügyben. Amikor az olajválság kitört Texasban, a család mindenét elvesztette.
Ezután a szülei kiadták az otthonukat az erőszak áldozatainak és gyermekeiknek. Miranda szerint ez nagy hatással volt a zenéjére.
Középiskolában kezdett énekelni, a The Texas Pride Band együttesben. A longview-i Reo Palm Isle klub house bandjének a frontembere volt. A klubban olyan előadók léptek fel, mint Elvis Presley és Willie Nelson, illetve a Brooks & Dunn.

## Magánélete
2006-ban kezdett randevúzni Blake Sheltonnal. 2010 májusában jegyezték el egymást, és 2011. május 14.-én házasodtak össze. 2015. július 20.-án bejelentették, hogy elválnak.
2015 decemberében megerősítették, hogy Anderson East R&B-énekessel együtt jár; ugyanezen év szeptemberében ismerték meg egymást a Live on the Green Music Festivalon. 2016-ban Lambert 3.4 millió dollárt fizetett egy 400+ hektárnyi földterületért három lakással együtt. 2018 áprilisában Lambert és East szakítottak. 2018 februárjában kezdett járni Evan Felkerrel, a Turnpike Troubadours frontemberével. Korábbi felesége, Staci azzal gyanúsította, hogy Lambertért hagyta el őt. 2018 augusztusában szakítottak.
2019. február 16.-án Miranda Lambert bejelentette közösségi oldalain, hogy hozzáment Brendan McLoughlin New York-i rendőrhöz.

## Diszkográfia

### Stúdióalbumok
- Kerosene (2005)
- Crazy Ex-Girlfriend (2007)
- Revolution (2009)
- Four the Record (2011)
- Platinum (2014)
- The Weight of These Wings (2016)
- Wildcard (2019)
- Palomino (2022)
- Postcards from Texas (2024)

### APistol Annies-szel
- Hell on Heels (2011)
- Annie Up (2013)
- Interstate Gospel (2018)
- Hell of a Holiday (2021)

### Közös lemezek
- The Marfa Tapes (Jack Ingram-mel és Jon Randall-al) (2021)